# Beck Hole
Beck Hole – wieś w Anglii, w hrabstwie North Yorkshire, w dystrykcie (unitary authority) North Yorkshire. Leży na terenie parku narodowego North York Moors, 55 km na północny wschód od miasta York i 325 km na północ od Londynu.